# カナリア (al.ni.coの曲)
「カナリア」は、al.ni.coの3rdシングル。

## 内容
- 事実上al.ni.coのラストシングル
- 初回生産盤は黄色のケースにCDが収められている。
- al.ni.coで唯一柴崎浩が作曲した「Prayer」収録。
- 2024年12月4日、サブスクでの配信開始。[1]

## 収録曲
1. カナリア 作詞作曲：上杉昇 編曲：柴崎浩
「TOY$!」がミサイルなら「晴れた終わり」はシェルターとたとえ、ミサイル第2弾を作りたいと思ってできた曲である。デモの段階ではアコースティックだった。柴崎に「渋くてやりたくない。」と言われ最終的にヘヴィなナンバーとなった。詞と曲が同時に出来上がった楽曲である[2]。詞は前作晴れた終わりの歌詞に至るまでが書かれている。（最初は晴れた終わりの続編にしたかったらしい。）またコーラス部分では中島みゆきを起用したかったが中島の諸事情で無理となり、声の性別を変化させるエフェクターで上杉自身がコーラスに参加した。上杉昇が後にカナリア[RIPPED AWAY VERSION]としてセルフカバーしている。
2. Prayer 作詞：上杉昇 作曲：柴崎浩 編曲：柴崎浩
al.ni.co唯一の柴崎曲。
3. あした 作詞作曲：上杉昇
コーラスを柴崎が担当。al.ni.coにはちょっと爽やかすぎると思いずっとお蔵入りされていた曲。路上でやったら汚れた感じが入ってちょうどいい感じとなり音源化された。
ストリートミュージシャンのように外で演奏することを柴崎に相談し、深夜の渋谷にギターとDATを持ち出して一発録りで制作された事が上杉によって語られている。2020年、上杉のソロツアー「［ACT AGAINST COVID-19］SHOW WESUGI ACOUSTIC TOUR 2020 防空壕 #2」で新たに2番の歌詞を書き加えたものが披露された[3]。

## 参加アーティスト
- 山木秀夫（ドラム）#1
- Masahiko “Rock”kawa（ベース）#1
- YOKAN (Horns) #1
- 松林正志（オルガン） #1
- MISUMI（コーラス） #1

## 収録アルバム
- セイレン（#1 表記はないがアルバムバージョン、#2）

## タイアップ
- ミズノ「INTERNATIONAL’99」CMソング（#1）